# Darryl Johnson (giocatore di football americano)
Darryl Johnson Jr. (Kingsland, 4 aprile 1997) è un giocatore di football americano statunitense che milita nel ruolo di defensive end per i Carolina Panthers della National Football League (NFL).

## Carriera

### Buffalo Bills
Johnson fu scelto nel corso del settimo giro (225º assoluto) del Draft NFL 2019 dai Buffalo Bills. Nella sua stagione da rookie mise a segno 15 tackle e un sack disputando tutte le 16 partite, nessuna delle quali come titolare.

### Carolina Panthers
Il 30 agosto 2021 Johnson fu scambiato con i Carolina Panthers per una scelta del sesto giro del Draft 2022.